# Norrvidinge landsfiskalsdistrikt
Norrvidinge landsfiskalsdistrikt var 1918–1964 ett landsfiskalsdistrikt i Kronobergs län, bildat när Sveriges indelning i landsfiskalsdistrikt trädde i kraft den 1 januari 1918, enligt beslut den 7 september 1917. Den 1 januari 1965 avskaffades i Sverige samtliga landsfiskaler och landsfiskalsdistrikt, och deras arbetsuppgifter delades upp på de nyskapade indelningarna polisdistrikt, åklagardistrikt och kronofogdedistrikt.
Landsfiskalsdistriktet låg under länsstyrelsen i Kronobergs län.

## Ingående områden
När Sveriges nya indelning i landsfiskalsdistrikt trädde i kraft den 1 oktober 1941 (enligt kungörelsen den 28 juni 1941) tillfördes kommunerna Bergunda, Dänningelanda, Tävelsås, Vederslöv, Öja och Öjaby från det upplösta Bergunda landsfiskalsdistrikt. När Sveriges nya indelning i landsfiskalsdistrikt trädde i kraft den 1 januari 1952 (enligt kungörelsen 1 juni 1951) ändrades distriktets omfattning.

### Från 1918
Norrvidinge härad:
- Asa landskommun
- Aneboda landskommun
- Bergs landskommun
- Gårdsby landskommun
- Ormesberga landskommun
- Söraby landskommun
- Tjureda landskommun
- Tolgs landskommun

### Från 1 oktober 1941
Kinnevalds härad:
- Bergunda landskommun
- Dänningelanda landskommun
- Tävelsås landskommun
- Vederslövs landskommun
- Öja landskommun
- Öjaby landskommun

Norrvidinge härad:
- Asa landskommun
- Aneboda landskommun
- Bergs landskommun
- Gårdsby landskommun
- Ormesberga landskommun
- Söraby landskommun
- Tjureda landskommun
- Tolgs landskommun

### Från 1 januari 1952
- Bergunda landskommun
- Lammhults landskommun
- Rottne landskommun